# TT242
La tombe thébaine TT 242 est située à El-Assasif, dans la nécropole thébaine, sur la rive ouest du Nil, face à Louxor en Égypte.
C'est la tombe d'un dénommé Ouehebrê, chambellan de l'épouse du dieu Amon Ânkhnesnéferibrê.